# Ibiza (Madrid)
Ibiza es un barrio perteneciente al distrito madrileño de Retiro.

## Geografía

### Límites
Ibiza limita por el norte con el distrito de Salamanca y por sus lados oeste, sur y este con otros barrios del distrito de Retiro.
Sus límites son los siguientes:
- Norte: la calle de O'Donnell marca el límite con el barrio de Goya (distrito de Salamanca).
- Oeste: la avenida de Menéndez Pelayo marca el límite con el barrio de Jerónimos (distrito de Retiro).
- Sur: la calle del Doce de Octubre, la calle de Antonio Arias (nº15) y la calle del Alcalde Sáinz de Baranda (del nº52 al nº64) marcan el límite con el barrio de Niño Jesús (distrito de Retiro).
- Este: la calle del Doctor Esquerdo marca el límite con el barrio de Estrella (distrito de Retiro).

Además, geográficamente, el barrio de Ibiza limita con los barrios de Recoletos y Fuente del Berro (distrito de Salamanca) a través de sus extremos noroeste y noreste, respectivamente.

### Urbanismo
El barrio de Ibiza forma parte del plan de Ensanche de Madrid de mediados del siglo XIX lo que explica su configuración en retícula.
A pesar de que el área hoy ocupada por el barrio se proyectó en 1860 (Plan Castro), la urbanización de la zona no alcanzó cierto ritmo hasta principios del siglo XX; este proceso se vio interrumpido por la Guerra Civil y la posguerra y se extendió hasta mediados del siglo XX. 
Morfológicamente, el barrio de Ibiza guarda más relación con los vecinos barrios de Recoletos y Goya (que también forman parte de la trama del ensanche) que con los de Estrella o Niño Jesús (cuyo origen es distinto y más moderno).
Las calles de Ibiza se organizan formando intersecciones a 90°, como ocurre en gran parte del Madrid proyectado a mediados del siglo XIX.
El actual barrio es el extremo sur del ensanche este de Madrid, esta condición de límite produce alteraciones en la retícula urbana:
- La avenida de Menéndez Pelayo (marca el límite con el parque del Retiro y se adapta a su forma)
- La calle del Doce de Octubre (marca el límite con el Hospital de Niño Jesús y con los terrenos de antigua Estación de Niño Jesús, de la que partía el famoso "Tren de Arganda")

### Callejero
Las calles que forman el barrio son las siguientes:
Con orientación norte-sur (nombradas de oeste a este):
- Avenida de Menéndez Pelayo, en honor a Marcelino Menéndez Pelayo.
- Calle de Antonio Acuña, en honor al obispo Antonio de Acuña, conocido por su participación en la Guerra de las Comunidades de Castilla en el bando comunero.
- Calle de Lope de Rueda, en honor a Lope de Rueda, dramaturgo y actor del siglo XVI.
- Calle de Narváez, en honor a Ramón María Narváez, militar y político que fue, junto a Espartero y O'Donnell uno de los políticos más influyentes de España durante el reinado de Isabel II.
- Calle de Fernán González, en honor a Fernán González, conde de Castilla en el siglo X. Ha pasado a la historia como el primer conde independiente de Castilla, pero actualmente se pone en duda.
- Calle de Máiquez, en honor a Isidoro Máiquez, actor de los siglos XVIII y XIX, considerado uno de los mejores de su época.
- Calle de Antonio Arias, en honor a Antonio Arias, pintor barroco perteneciente a la Escuela madrileña.
- Calle del Doctor Esquerdo, en honor a José María Esquerdo Zaragoza, psiquiatra y político de la segunda mitad del siglo XIX y comienzos del XX.

Con orientación este-oeste (nombradas de norte a sur):
- Calle de O'Donnell, en honor a Leopoldo O'Donnell y Jorís, noble, militar y político del reinado de Isabel II.
- Calle del Doctor Castelo, en honor a Eusebio Castelo Serra, médico del hospital de San Juan de Dios y miembro de la Real Academia de Medicina.
- Calle de Menorca, en honor a la isla de Menorca, en las Baleares.
- Calle de Ibiza, en honor a la isla de Ibiza, en las Baleares.
- Calle del Alcalde Sáinz de Baranda, en honor a Pedro Casto Sainz de Baranda y Gorriti, primer alcalde de Madrid en 1812.
- Calle del Doce de Octubre, en honor al día en el que se celebra la fiesta nacional de España.

### Callejero Histórico
El actual barrio de Ibiza nació como parte del plan de ensanche de Madrid proyectado por Carlos María de Castro y promovido por figuras como la del marqués de Salamanca, entre otros.
Si bien es cierto que la mayoría de las calles que existen en la actualidad conservan el nombre con el que fueron registradas el 21 de julio de 1880, algunas de ellas han perdido su denominación original:
- Calle de Mallorca, en honor a la isla de Mallorca, en Baleares. Esta zona de la ciudad constituía un pequeño homenaje al archipiélago balear, con calles dedicadas a sus tres mayores islas (Mallorca, Menorca e Ibiza). El 14 de noviembre de 1902 recibió su actual nombre: calle del Doctor Castelo, que ejercía la medicina en el hospital de San Juan de Dios, el actual hospital Gregorio Marañón.
- Ronda de Vallecas, que, bordeando el parque del Retiro, conectaba el ensanche con la carretera de Valencia (en el actual barrio de Pacífico), que pasaba por el entonces municipio de Vallecas. El 17 de septiembre de 1915 recibió su actual nombre: avenida de Menéndez Pelayo.
- Paseo de Ronda, Ronda del Ensanche o Foso de Circunvalación, era el límite del ensanche en esta parte de la ciudad. El 15 de noviembre de 1912 recibió, por primera vez, su actual nombre: calle del Doctor Esquerdo. En ocasiones, y de manera coloquial, este límite de la ciudad se ha conocido como M-20, por encontrarse entre la M-10 y la M-30 (tanto física como cronológicamente).

Un caso particular:
- Pasaje de Indalecio, era una pequeña vía, de unos 130m de longitud, que nacía en la calle de Ibiza (a la altura del nº50) y llegaba hasta la calle del Alcalde Sáinz de Baranda (a la altura del nº41) atravesando de norte a sur la actual manzana formada por las calles de Ibiza, Máiquez, Alcalde Sáinz de Baranda y Antonio Arias. El pasaje Indalecio, junto con las viviendas y negocios (destaca la Taberna del Porche) que en él había formaba el llamado barrio de El Ciego. Esta vía aparece en el plano de Madrid capital y pueblos colindantes de 1900,[1] pero su nombre no se registra hasta el 1 de enero de 1902.[2] La calle es dada de baja el 28 de diciembre de 1948, pero sigue apareciendo (tal vez ya deshabitada) en las fotos aéreas de 1946.[3]

## Transportes

### Cercanías Madrid
Ninguna línea de Cercanías circula por el barrio. 
- La estación de Recoletos (C-2, C-7, C-8, C-10), en el barrio de Recoletos, se encuentra a 950m del límite noroeste del barrio (unos 10 o 15 minutos caminando). Las líneas de autobús 2, 15, 20 y 28 conectan el barrio con la estación (a través de sus paradas en la Puerta de Alcalá (161), (163),  y Cibeles (69).
- La estación de Atocha (C-2, C-3, C-4, C-5, C-7, C-8 y C-10), en el barrio de Pacífico, se encuentra a 1400m del límite suroeste del barrio (unos 20 minutos caminando). Las líneas de autobús 26 y Circular conectan el barrio con la estación (a través de su parada en la Estación de Atocha (1401).

### Metro de Madrid
La única estación de metro que hay en este pequeño barrio es la de Ibiza (L9). Fue inaugurada en 1986.
Muy próximas al límite del barrio se encuentran las estaciones de:
- O'Donnell (L6) a 40m. Inaugurada en 1979.
- Sainz de Baranda (L6 y L9) a 100m. Inaugurada en 1979 (L6) y 1980 (L9).
- Príncipe de Vergara (L2 y L9) a 150m. Inaugurada en 1924 (L2) y 1986 (L9).
- Goya (L2 y L4) a 250m. Inaugurada en 1924 (L2) y 1944 (L4).
- Velázquez (L4) a 400m. Inaugurada en 1944.
- Retiro (L2) a 500m. Inaugurada en 1924.

### Autobuses
Dentro de la red de la Empresa Municipal de Transportes de Madrid, las siguientes líneas prestan servicio a este barrio:
| Línea             | Terminales                         |
| ----------------- | ---------------------------------- |
| 2                 | Manuel Becerra – Reina Victoria    |
| 15                | Sol-Sevilla – La Elipa             |
| 20                | Sol-Sevilla – Pavones              |
| 26                | Tirso de Molina – Diego de León    |
| 28                | Puerta de Alcalá – Bº Canillejas   |
| 30                | Felipe II – Pavones                |
| 56                | Diego de León – Puente de Vallecas |
| 61                | Moncloa – Narváez                  |
| 63                | Felipe II – Santa Eugenia          |
| 143               | Manuel Becerra – Villa de Vallecas |
| 152               | Felipe II – Méndez Álvaro          |
| 156               | Manuel Becerra – Legazpi           |
| 215               | Felipe II – Parque de Roma         |
| C1                | Circular 1                         |
| C2                | Circular 2                         |
| N6                | Cibeles – El Cañaveral             |
| N8                | Cibeles – Pavones                  |
| Exprés Aeropuerto | Atocha – Aeropuerto                |
| Exprés Aeropuerto | Cibeles – Aeropuerto               |
| NC1               | Circular 1                         |
| NC2               | Circular 2                         |
| E2                | Felipe II – Las Rosas              |
| E3                | Felipe II – Valderrivas            |